# Trienchodesmus gayanus
Trienchodesmus gayanus är en mångfotingart som beskrevs av Filippo Silvestri 1903. Trienchodesmus gayanus ingår i släktet Trienchodesmus och familjen Dalodesmidae. Inga underarter finns listade i Catalogue of Life.